# ドレスデン聖十字架合唱団
ドレスデン聖十字架合唱団（ドレスデンせいじゅうじかがっしょうだん、独：Dresdner Kreuzchor、羅：Capella sanctae crucis）はドイツの少年合唱団（聖歌隊）である。少年歌手たちは「クルツィアナーKruzianer」と呼ばれる。
その歴史は13世紀にまでさかのぼり、ドレスデン聖十字架教会を拠点としている。同教会の合唱指揮者はクロイツカントルと呼ばれる。近年の最も有名なクロイツカントルのひとりが、作曲家でもあった常任指揮者のルドルフ・マウエルスベルガー（1889年 - 1971年）である。マウエルスベルガーは、有名な晩課祷を発展させ、毎年クリスマスの折にその音楽礼拝を行なった。マウエルスベルガーの後任であるマルティン・フレーミヒの時代からは海外公演も盛んになりますます名声を高めた。
ドレスデン聖十字架合唱団には、附属の寄宿舎つき学校が存在し、少年歌手たちはドレスデン＝シュトリーセンに位置するクロイツギムナジウムに通い、卒業後は全寮制の学校に就職する。ドレスデン聖十字架合唱団は数多くの著名な音楽家を輩出しており、カール・リヒター、テオ・アダム、ジークフリート・ハインリヒ、ペーター・シュライアー、オラフ・ベーア、ルネ・パープ、ハンス＝クリストフ・ラーデマンらの名を挙げることができる。
現在のクロイツカントルは、ロデリヒ・クライレ（1956年 - 、ミュンヘン）が務めている。